# Zygmunt Giziński
Zygmunt Giziński (ur. 1934, zm. 19 października 2020) – polski specjalista trakcji elektrycznej, prof. dr habilitowany.

## Życiorys
Obronił pracę doktorską, w 1990 habilitował się na podstawie pracy zatytułowanej Kształtownie charakterystyk napędowych silników trakcyjnych dla maksymalnego wykorzystania przyczepności pojazdu. Został zatrudniony na stanowisku profesora w Instytucie Pojazdów Szynowych „Tabor” oraz był profesorem nadzwyczajnym w Instytucie Elektrotechniki.
Zmarł 19 października 2020.

## Odznaczenia
Krzyż Oficerski Orderu Odrodzenia Polski